# Nordhouse
Nordhouse (deutsch Nordhausen) ist eine französische Gemeinde mit 1736 Einwohnern (Stand 1. Januar 2021) im Département Bas-Rhin in der Region Grand Est (bis 2015 Elsass). Sie liegt an der Ill.

## Geschichte und Bevölkerungsentwicklung
Zwischen 650 und 700 könnte das Kloster Ebersmünster hier Besitz bekommen haben, doch wurde darüber keine Urkunde ausgestellt. Die Erwähnung eines Gutes „in Northus curtis“ stammt aus Aufzeichnungen des Schenkers, des Herzogs Athicus (auch Atticus oder Adalricus genannt), wie sie auszugsweise in den „Regesta Alsatiae“ abgedruckt sind, die wiederum in der elektronischen Datenbank „Regnum Francorum online“ zusammengefasst wurden (RFO RegAls 067). Die Urkunde Kaiser Karls des Großen von 810, in der das Kloster Ebersheim Besitz in „Northus“ erhält, gilt als „interpoliert“ oder verunechtet, weil ein späterer Schreiber fast den gesamten ursprünglichen Text ausradiert und überschrieben hat (Druck in MGH DD Karol.I, 210). Erst in einer Urkunde von 906 erfährt Nordhouse seine erste sichere urkundliche Erwähnung, weil diese Urkunde unverfälscht im Original erhalten ist: König Ludwig das Kind ist nach „Nordhusa“ gekommen, um hier (im Königshof, der „curtis“ des 7. Jahrhunderts, siehe Regesta Alsatiae) einen Streit zwischen dem Bischof von Straßburg und den Bürgern der Stadt zu schlichten. Daher sind sich die Herausgeber des RFO, der MGH und der „Regesta Imperii“ einig, dass mit „Nordhusa“ nur Nordhouse gemeint sein kann (Druck der Quelle in MGH DD LdK 51 und RI I, 2040).
Die Bevölkerung von Nordhouse entwickelte sich wie folgt:
| 1962 | 1968 | 1975 | 1982 | 1990 | 1999 | 2004 | 2018 |
| ---- | ---- | ---- | ---- | ---- | ---- | ---- | ---- |
| 1194 | 1263 | 1299 | 1292 | 1333 | 1422 | 1518 | 1737 |

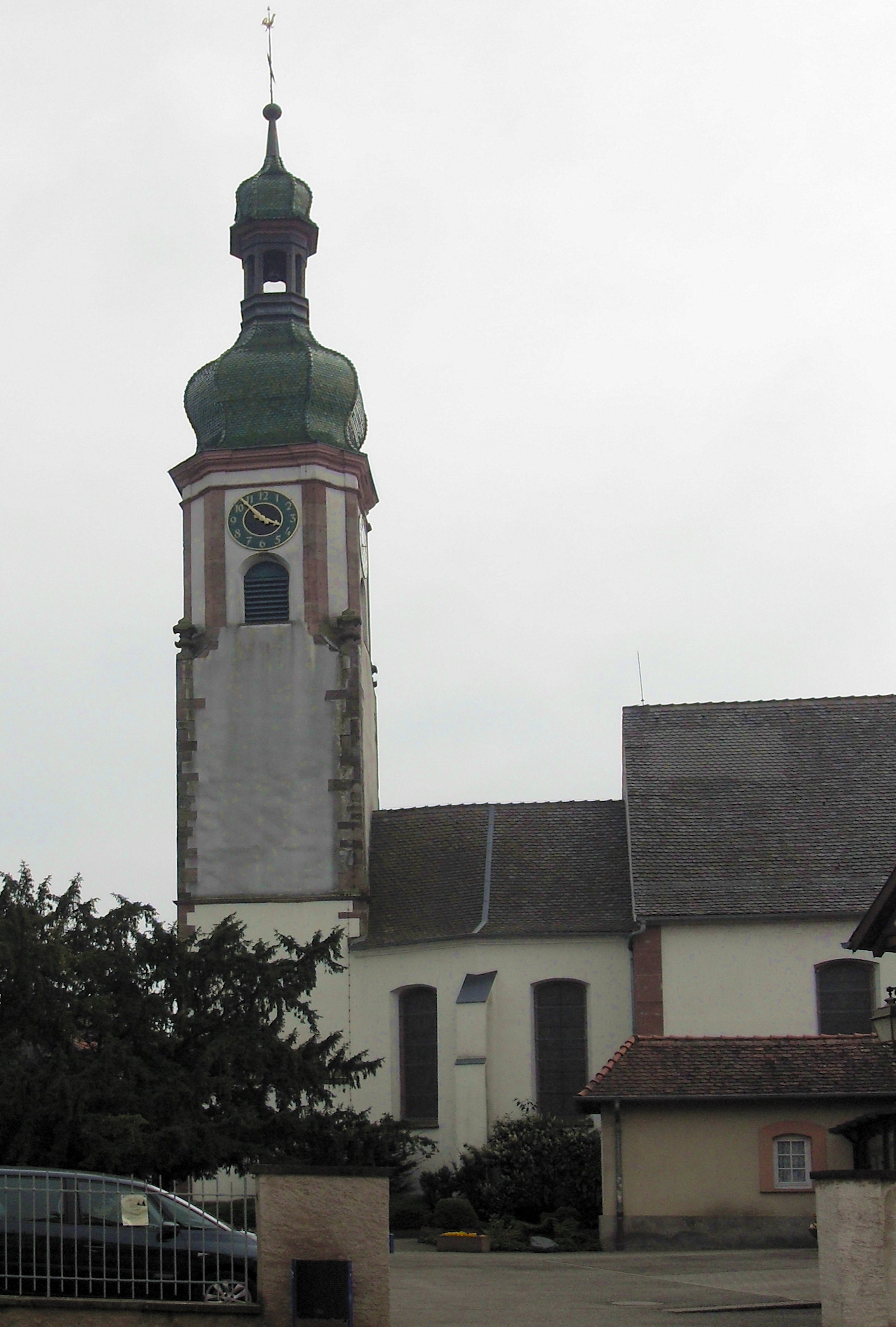
Kirche St. Michael
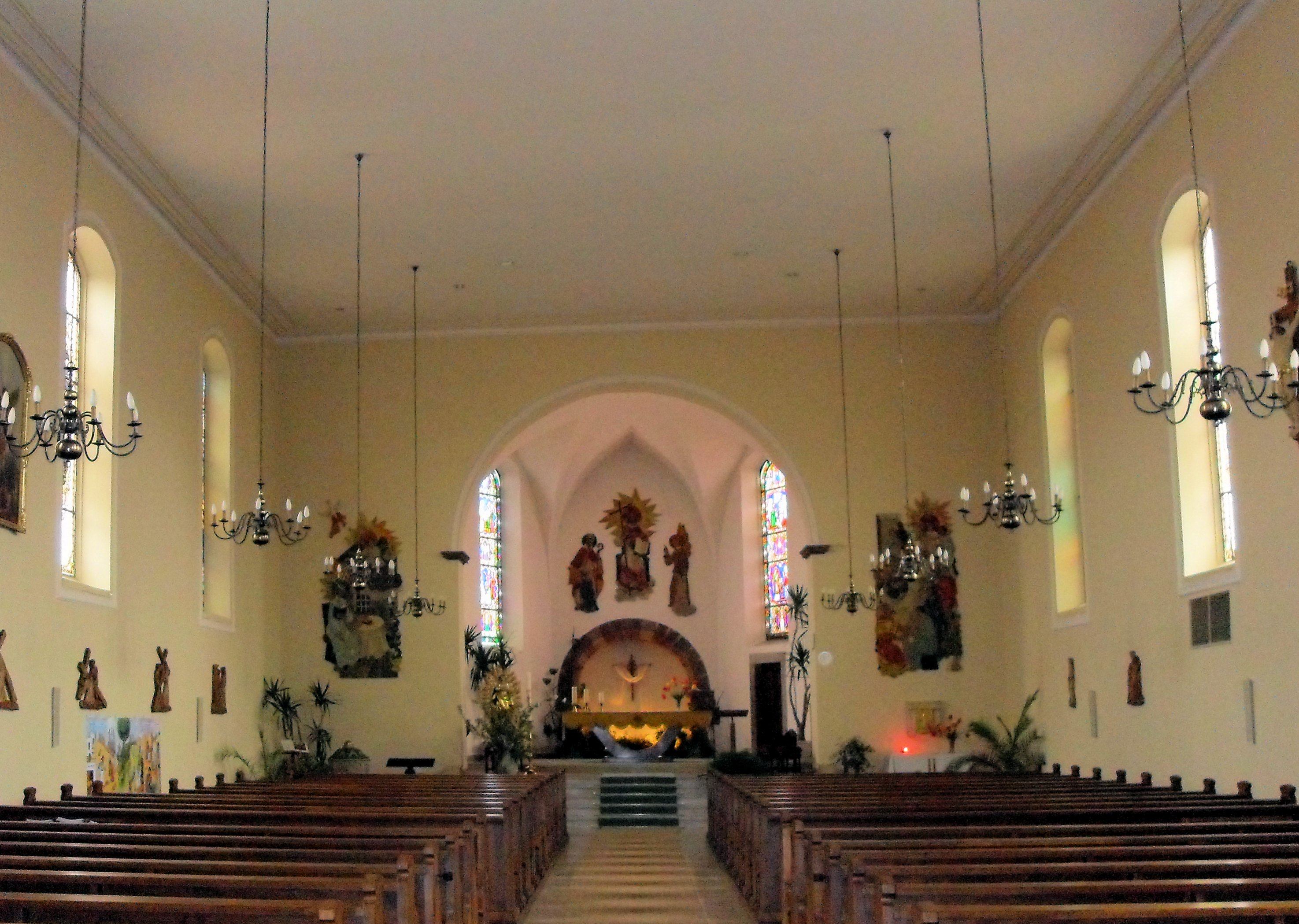
Innenansicht St. Michael
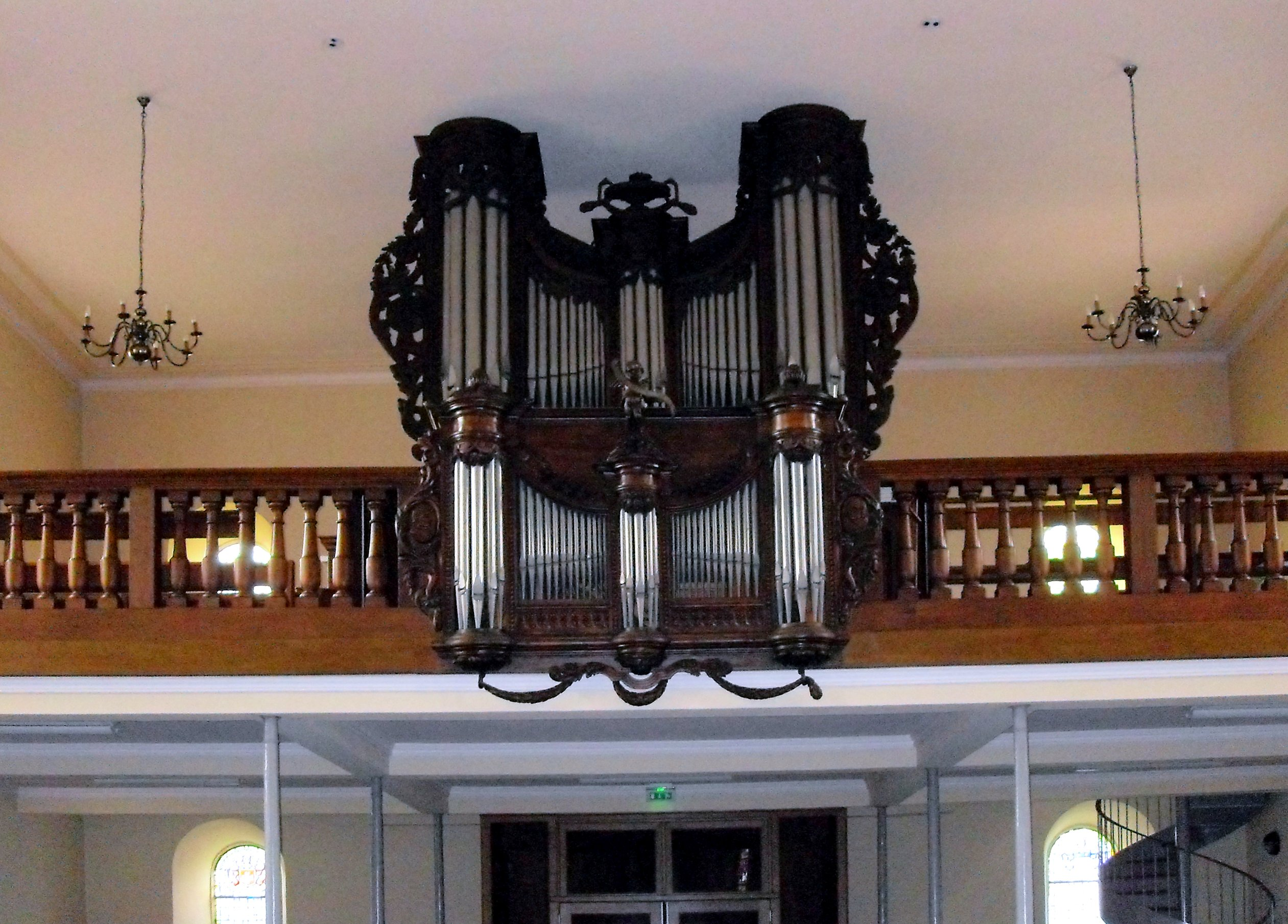
Orgel der Kirche St. Michael
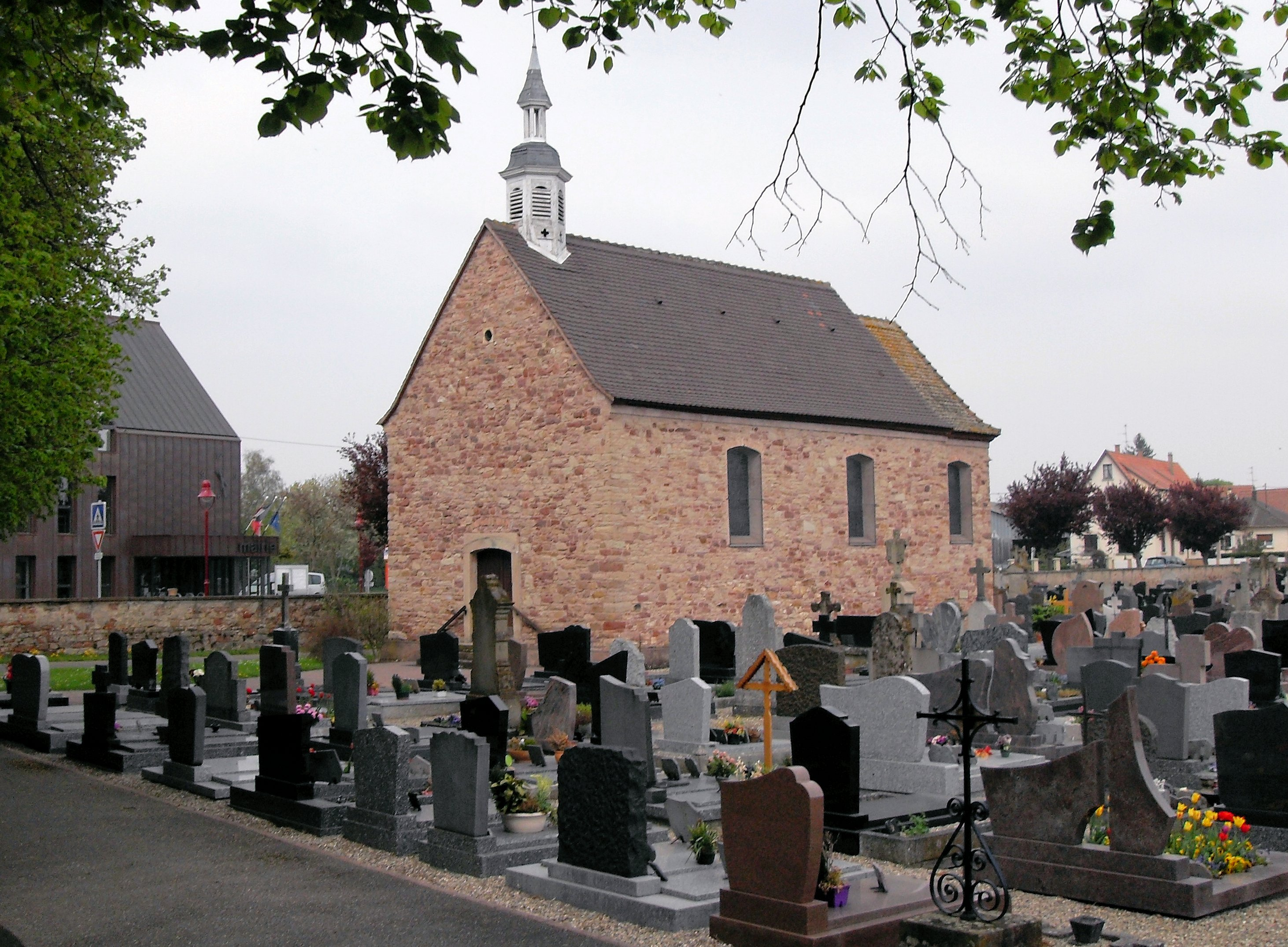
Kapelle St. Luden